# ジャウィ語
ジャウィ語（ジャウィご、ジャウィ語: Bahasa Jawi / بهاس جاوي）、「ジャワ（Java）」の語が変化したもの）はタイの深南部三県に住むマレー系ムスリムを中心に使われている言語で、マレー語の方言。タイ関連メディアではヤーウィー語（ภาษายาวี）とも言う。

## 歴史
隣接するマレーシア・クランタン州とはかつてのイスラーム国家パタニ王国としての強い歴史・文化的アイデンティティを共有しており、クランタン州は独特な方言（クランタン方言　バハサ クラッテ）を話すが、このクラッテ（Bahasa Kelate）がジャウィ語とほぼ同一の語彙をもつため相互に意思疎通可能である。

## 地理
地理的な関係からタイ語からの借用語彙もわずかに含むが、使用者のほとんどがタイ政府に少なからず嫌悪を示しているためタイ語との接点が少なく、基本的にはマレー語本来の語彙がほとんどを占める。

## 文字
文字は他のマレー語方言では現在一般的に使われなくなったジャウィ文字を使う。
アルファベットによるマレー語の公教育が普及する以前の50歳以上の人々は、ポンドックなどで学んだ経験からいまでもジャウィを読み書きすることができるものが多く、マレーシアではジャウィで書かれた日刊新聞も数紙発行されている。

## 文法
語彙は一般的なマレー語の規則的な語尾変化(an が eに)のほかに、独自の語彙を多数もち、語彙全体にマレー語同様アラビア語起源のものが多い。そのためクラッテやジャウィで話すマレー人はマレー語を解するマレー人でも内容によっては話がほとんど理解できない場合がある。

## 教育
ポーノ、ポンドック（プサントレン）といった伝統的宗教学習の共同体では、教師はクラッテ（ジャウィ）で講話し、テキストはジャウィで書かれている。ちなみにクランタン州や南タイなど一部をのぞき、学習者はマレー語での教育環境で育ってきているため、ポーノやポンドックへの新参者はまず独特な言語および文字（ジャウィ文字）の学習から始めなくてはならないという学習上のハードルがある。